# 豪蘭 (密蘇里州)
豪蘭（英語：Howland）是位於美國密蘇里州帕特南縣的鬼鎮。

## 歷史
豪蘭的郵局於1873年設立，其後於1932年停運。

## 地理
豪蘭所處的海拔為高於海平面302米（即991英呎），而該地所採用的時區為UTC-6，即北美中部時區（CST）。同時該地設有夏令時間，為UTC-6調快一小時，即UTC-5（CDT）。